# ديريك جيمس
ديريك جيمس (بالإنجليزية: Derek James)‏ هو لاعب غولف جنوب أفريقي، ولد في 28 سبتمبر 1960 في ديربان في جنوب أفريقيا.